# Ткаченко Тимур Фіруддінович
Тимур Фіруддінович Ткаченко (уроджений Мамедов, нар. 18 серпня 1989, Київ, Українська РСР, СРСР) — український державний діяч азербайджанського походження, Начальник Київської міської військової адміністрації з 31 грудня 2024 року, заступник Міністра розвитку громад та територій України (27.09.2024 р. — до 31 грудня 2024), член Наглядової ради Укрпошти (25.11.2024 р. — дотепер), колишній заступник міністра стратегічних галузей промисловості (15.08.2023 р. — 10.09.2024 р.), колишній директор Департаменту міського благоустрою  виконавчого органу Київської міської державної адміністрації (КМДА).

## Життєпис
Народився 18 серпня 1989 року в м. Києві. Його батько — Фірудін Мамедов (родом з міста Шамкір), був одним із активних членів азербайджанської діаспори в Україні і помер 2023 року.

## Освіта
У 2013 році закінчив Київський національний університет імені Тараса Шевченка за спеціальністю «Міжнародна економіка» і здобув ступінь магістра економіки.
У 2019 році отримав другу вищу освіту за спеціальністю «Правознавство» в Київському Національному Університеті імені Тараса Шевченка.

## Кар'єра
У січні-лютому 2012 року — спеціаліст першої категорії в КП «Солом'янка-Сервіс».
З 2012 до 2014 року — помічник депутата Верховної Ради України VII скликання від партії «УДАР».
У січні-березні 2014 року — відповідальний секретар у ДП «Зовнішторгвидав України».
У 2015—2016 роках — начальник управління КП «Київблагоустрій».
У 2016—2017 роках — керівник в КП «Плесо», відповідаючи за інвестиції у прибережну інфраструктуру.
У 2018 році — керівник апарату Голосіївської РДА.
У 2019 році — заступник голови Дарницької РДА.
З 2020 року — перший заступник директора Департаменту міського благоустрою Київської міської державної адміністрації.
У серпні 2023 року призначений заступником Міністра з питань стратегічних галузей промисловості України.
У вересні 2024 року призначений заступником Міністра розвитку громад та територій України.
31 грудня 2024 року згідно Указу Президента України призначений начальником Київської міської військової адміністрації.

## Громадська діяльність
У 2017 році став співзасновником Благодійної організації «Friendly People».

## Родина
Одружений, має доньку.